# Emil Kenschissarijew
Emil Rinatowitsch Kenschissarijew (kirgisisch Эмиль Ринатович Кенжисариев; * 26. März 1987 in Frunse, Kirgisische SSR) ist ein kirgisischer ehemaliger Fußballspieler.

## Karriere

### Verein
Emil Kenschissarijew begann seine Karriere im Jahr 2003 in seinem Heimatland bei Abdish-Ata Kant. In der Saison 2005 wechselte er nach Kasachstan zum FK Alma-Ata. Von 2006 bis 2007 stand der Verteidiger beim FK Astana aus Kasachstan unter Vertrag, wo er 2006 die kasachische Meisterschaft gewann. Von 2008 bis 2011 lief er für den kasachischen Verein FK Aqtöbe auf, mit dem er 2008 seinen zweiten, 2009 den dritten Meistertitel und 2008 den Pokalsieg in Kasachstan feiern konnte. Im Januar 2012 wechselte Kenschissarijew kurz zum usbekischen Spitzenverein Bunyodkor Taschkent, bevor er wieder zu Aqtöbe zurückkehrte.
Im August 2013 fiel Kenschissarijew nach einem tätlichen Angriff auf offener Straße ins Koma.

### Nationalmannschaft
Emil Kenschissarijew war Mitglied der Kirgisischen Fußballnationalmannschaft.

## Erfolge
- Kasachischer Meister: 2006, 2008, 2009, 2013
- Kasachischer Pokalsieger: 2008